# Katoliška dežela Ligurija
Katoliška dežela Ligurija je skupno ime za škofije in nadškofije v istoimenski italijanski deželi Ligurija (Regione Liguria). Obsega sledečih 7 škofij: Tortona, La Spezia, Chiavari, Genova, Savona, Albenga, Ventimiglia.
Po podatkih zbornika Istituto Centrale per il sostentamento del clero 2006 živi na površini 6.850 km² skupno 1.932.655 vernikov v 1.251 župnijah.
Ni točno znano, kdaj se je začelo pokristjanjevanje Ligurije. Zaradi pretežno obmorske lege teh krajev se je tudi po sprejemu katoliške vere ljudska pobožnost večkrat omejila le na zidanje obcestnih znamenj ali zaobljubnih kapelic, prič tipične mornarske nravi, ki se zateče k Bogu le v sili. Edine večje bogoslužne zgradbe so bile v starih časih zavetišča za popotnike, ki so romali v Rim iz južnih predelov Francije in iz Španije. V srednjem veku sta postala papeža dva ligurca, in sicer Inocenc IV. in Julij II.